# Mount Auburn (Iowa)
Mount Auburn – miasto w Stanach Zjednoczonych, w stanie Iowa, w hrabstwie Benton. W 2000 roku liczyło 160 mieszkańców.